# 索特维尔苏勒瓦勒
索特维尔苏勒瓦勒（法語：Sotteville-sous-le-Val，法語發音：[sɔtvil su lə val]）是法国滨海塞纳省的一个市镇，属于鲁昂区。

## 地理
索特维尔苏勒瓦勒（49°19'14"N, 1°7'30"E）面积5.27 平方千米，位于法国诺曼底大区滨海塞纳省，该省份为法国北部沿海省份，其西部及北部濒大西洋英吉利海峡，东起顺时针与索姆省、瓦兹省、厄尔省和卡爾瓦多斯省接壤。
与索特维尔苏勒瓦勒接壤的市镇（或旧市镇、城区）包括：塞纳河畔克里克伯夫、伊戈维尔、蓬德拉尔什、圣旺港畔莱索蒂约、弗勒讷斯、图维尔拉里维耶尔。

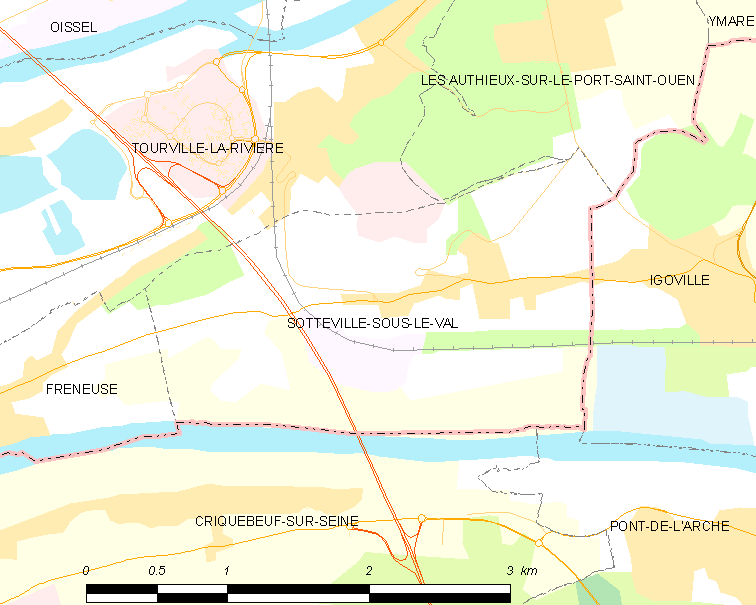
索特维尔苏勒瓦勒的OSM定位图

索特维尔苏勒瓦勒的时区为UTC+01:00、UTC+02:00（夏令时）。

## 行政
索特维尔苏勒瓦勒的邮政编码为76410，INSEE市镇编码为76682。

## 政治
索特维尔苏勒瓦勒所属的省级选区为科德贝克-莱塞尔伯夫县。

## 人口

1962-2008年间索特维尔苏勒瓦勒人口变化图示

索特维尔苏勒瓦勒于2022年1月1日时的人口数量为746人。